# Shahpur (Madhya Pradesh)
Shahpur é uma cidade e uma nagar panchayat no distrito de East Nimar, no estado indiano de Madhya Pradesh.

## Geografia
Shahpur está localizada a 21° 14′ N, 76° 13′ L. Tem uma altitude média de 238 metros (780 pés).

## Demografia
Segundo o censo de 2001, Shahpur tinha uma população de 18 187 habitantes. Os indivíduos do sexo masculino constituem 51% da população e os do sexo feminino 49%. Shahpur tem uma taxa de literacia de 54%, inferior à média nacional de 59,5%: a literacia no sexo masculino é de 63% e no sexo feminino é de 44%. Em Shahpur, 15% da população está abaixo dos 6 anos de idade.